# Открывалка

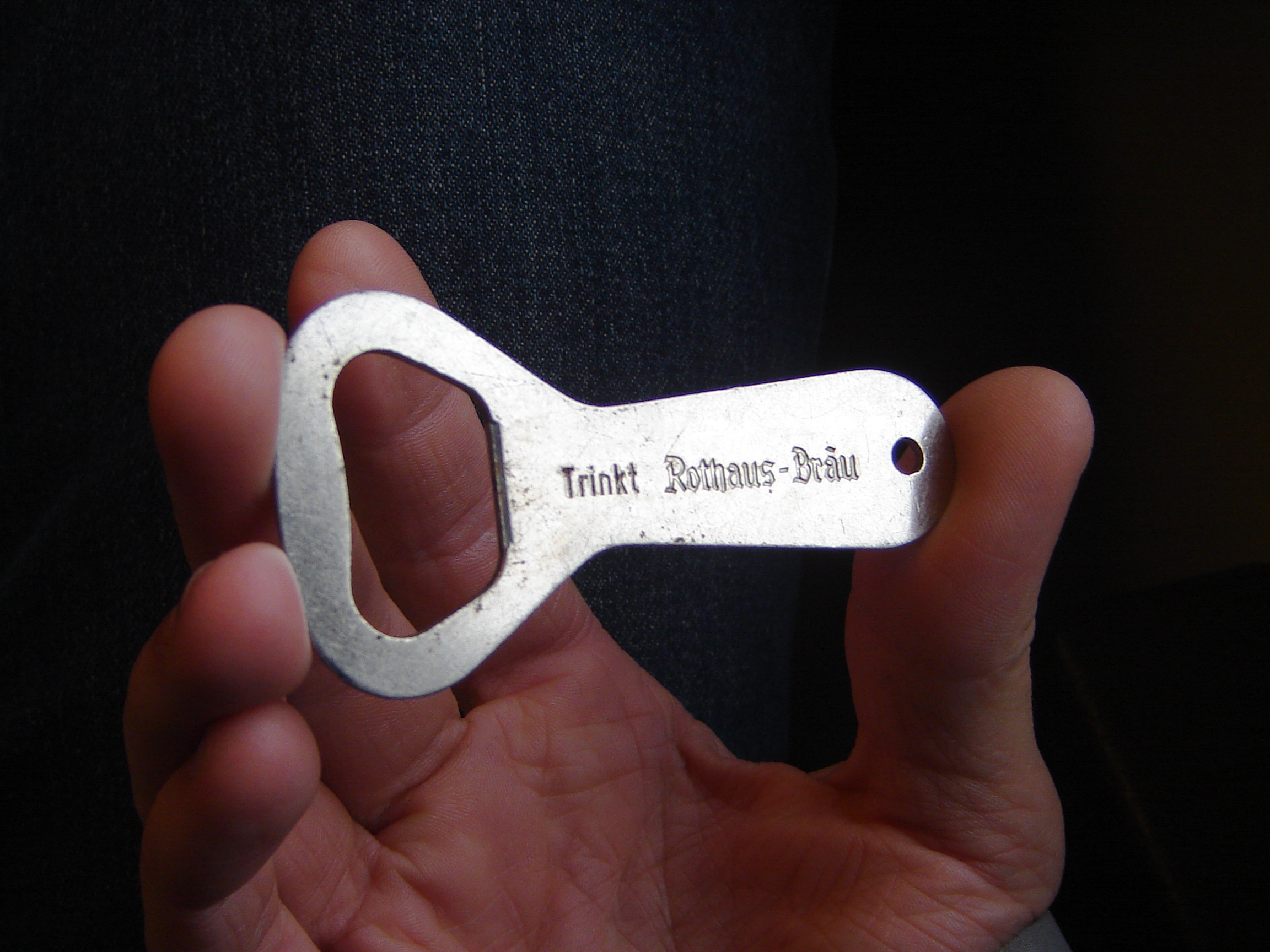
Простая открывалка

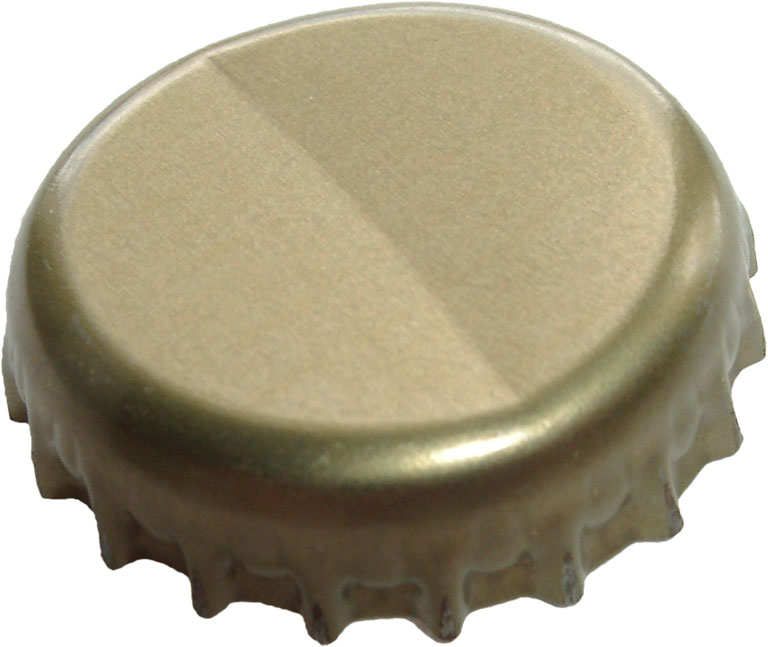
Кроненпробка в результате открытия согнулась

Ключ-откупорка (открыва́лка, также разг. открыва́шка) — кухонное приспособление, предназначенное для удобного снятия металлических пробок с бутылок. Существует два основных типа открывалок: в виде кольца с язычком, и в виде крючка специальной формы.
При открывании язычок открывалки засовывается между горлом бутылки и пробкой. Возникающий при этом рычаг легко позволяет загнуть пробку таким образом, что она соскальзывает с горла бутылки.
Первые открывалки появились на рынке вскоре после появления пробок — Bottle Uncapping Tool, патент № 1893, Альфреда Луи Бернардена (Alfred Louis Bernardin) и Capped-Bottle Opener, патент № 1894, Виллиама Пейнтера (William Painter).